# إنغريد شيشكوفيتش
انغريد سيسكوفيتش (من مواليد 6 يونيو 1980 ) هي لاعبة كرة طائرة كرواتية. تلعب في المنتخب الوطني الكرواتي للسيدات لكرة الطائرة . 
تنافست مع المنتخب الوطني في الألعاب الأولمبية الصيفية لعام 2000 في سيدني، أستراليا، وحصلت على المركز السابع. 

## روابط خارجية
- إنغريد شيشكوفيتش على موقع عالم الكرة الطائرة (الإنجليزية)
- إنغريد شيشكوفيتش على موقع دوري الدرجة الأولى الإيطالي للكرة الطائرة - سيدات (الإيطالية)
- إنغريد شيشكوفيتش على موقع أوليمبيديا (الإنجليزية)